# 中西智明
中西 智明（なかにし ともあき、1967年 -）は、福井県出身の推理作家、小説家。同志社大学文学部卒。

## 概要
趣味のカードマジックがきっかけとなり、大学在学中に綾辻行人と知り合って京都大学推理小説研究会に入る。
1990年に『消失!』を講談社ノベルスから発行。現在までに発表された作品はこれ一作のみである。
2007年10月に綾辻・有栖川復刊セレクションのうちの1冊として『消失!』が講談社ノベルスから復刊され、巻末に本人による2007年度版のあとがきが付された。

## 作品リスト

### 単行本
- 消失!（1990年10月 講談社ノベルス/1993年7月 講談社文庫/2007年10月 講談社ノベルス【新装版】[1]）
  - 電子書籍版（2017年9月配信開始）のみ書き下ろし『中西智明掌編集』を収録

### アンソロジー
- ひとりじゃ死ねない
  - 『小説現代臨時増刊 ミステリー&伝奇特集号』（講談社、1990年10月）
  - 『法月綸太郎の本格ミステリ・アンソロジー』（角川文庫、2005年10月）